# Timo Mäkinen
Timo Mäkinen (Helsinki, 1938. március 18. – 2017. május 4.) finn autóversenyző, négyszeres rali-világbajnoki futamgyőztes.

## Pályafutása
1965-ben megnyerte a Monte Carlo-ralit, valamint 1965 és 1967 között három alkalommal győzött az Ezer tó ralin. 1973 és 1981 között rendszeres résztvevője volt a rali-világbajnokság futamainak. Ez idő alatt harmincnyolc versenyen indult, négy alkalommal lett első, hétszer állt dobogón, és hetvenegy szakaszgyőzelmet szerzett. Az 1973-as szezonban, két győzelmével nagyban hozzájárult a Ford év végi dobogós helyezéséhez a gyártók világbajnokságán.

### Rali-világbajnoki győzelem
| #  | Rali      | Szezon | Navigátor    | Autó               |
| -- | --------- | ------ | ------------ | ------------------ |
| 1. | Finn rali | 1973   | Henry Liddon | Ford Escort RS1600 |
| 2. | Brit rali | 1973   | Henry Liddon | Ford Escort RS1600 |
| 3. | Brit rali | 1974   | Henry Liddon | Ford Escort RS1600 |
| 4. | Brit rali | 1975   | Henry Liddon | Ford Escort RS1600 |